# Министерство финансов Литвы
Министерство финансов Литвы — орган исполнительной власти Литовской Республики, определяющий налоговую политику страны, управляющий государственными финансами и контролирующий их использование, а также средств, выделяемых из фондов Европейского союза.

## Министр финансов
Министр финансов назначается Президентом Литвы по представлению премьер-министра и представляет страну во Всемирном банке, Международном валютном фонде, Европейском инвестиционном банке, Европейском банке реконструкции и развития.

#### Министры финансов Литвы
| Министры финансов Литвы (после восстановления независимости) | Министры финансов Литвы (после восстановления независимости) | Министры финансов Литвы (после восстановления независимости) | Министры финансов Литвы (после восстановления независимости) | Министры финансов Литвы (после восстановления независимости) | Министры финансов Литвы (после восстановления независимости) | Министры финансов Литвы (после восстановления независимости) |
| №                                                            | Министр                                                      | Партия                                                       | Премьер-министр                                              | Период                                                       | Период                                                       | Период                                                       |
| №                                                            | Министр                                                      | Партия                                                       | Премьер-министр                                              | Начало                                                       | Окончание                                                    | Срок                                                         |
| ------------------------------------------------------------ | ------------------------------------------------------------ | ------------------------------------------------------------ | ------------------------------------------------------------ | ------------------------------------------------------------ | ------------------------------------------------------------ | ------------------------------------------------------------ |
| 1                                                            | Ромуальдас Сикорскис (1926-1997)                             | Независимый                                                  | Каземира Прунскене                                           | 17.01.1990                                                   | 10.01.1991                                                   | 358 дней                                                     |
| 2                                                            | Ромуальдас Сикорскис (1926-1997)                             | Независимый                                                  | Альбертас Шименас                                            | 10.01.1991                                                   | 13.01.1991                                                   | 3 дня                                                        |
| 3                                                            | Эльвира Кунявичене (род. 1939)                               | Союз Отечества                                               | Гедиминас Вагнорюс                                           | 13.01.1991                                                   | 21.07.1992                                                   | 1 год 190 дней                                               |
| 4                                                            | Аудрюс Мисявичюс (род. 1959)                                 | Независимый                                                  | Александрас Абишала                                          | 21.07.1992                                                   | 17.12.1992                                                   | 149 дней                                                     |
| 5                                                            | Эдуардас Вилкелис (1936-2012)                                | Независимый                                                  | Бронисловас Лубис                                            | 17.12.1992                                                   | 31.03.1993                                                   | 104 дня                                                      |
| 6                                                            | Эдуардас Вилкелис (1936-2012)                                | Независимый                                                  | Адольфас Шляжявичюс                                          | 31.03.1993                                                   | 10.02.1995                                                   | 1 год 316 дней                                               |
| 7                                                            | Рейнольдиюс Шаркинас (род. 1946)                             | Независимый                                                  | Адольфас Шляжявичюс                                          | 10.02.1995                                                   | 19.03.1996                                                   | 1 год 38 дней                                                |
| 8                                                            | Альгимантас Крижинаускас (род. 1958)                         | Независимый                                                  | Лауринас Станкявичюс                                         | 19.03.1996                                                   | 10.12.1996                                                   | 266 дней                                                     |
| 9                                                            | Роландас Матиляускас (род. 1967)                             | Независимый                                                  | Гедиминас Вагнорюс                                           | 10.12.1996                                                   | 03.02.1997                                                   | 55 дней                                                      |
| 10                                                           | Альгирдас Шемета (род. 1962)                                 | Независимый                                                  | Гедиминас Вагнорюс                                           | 19.02.1997                                                   | 10.06.1999                                                   | 2 года 111 дней                                              |
| 11                                                           | Йонас Лионгинас (род. 1956)                                  | Независимый                                                  | Роландас Паксас                                              | 10 June 1999                                                 | 11.11.1999                                                   | 154 дня                                                      |
| 12                                                           | Витаутас Дуденас (род. 1937)                                 | Союз Отечества                                               | Андрюс Кубилюс                                               | 11.11.1999                                                   | 09.11.2000                                                   | 365 дней                                                     |
| 13                                                           | Йонас Лионгинас (род. 1956)                                  | Независимый                                                  | Роландас Паксас                                              | 09.11.2000                                                   | 12.08.2001                                                   | 245 дней                                                     |
| 14                                                           | Даля Грибаускайте (род. 1956)                                | Независимый                                                  | Альгирдас Бразаускас                                         | 12.08.2001                                                   | 30.04.2004                                                   | 2 года 293 дня                                               |
| 15                                                           | Альгирдас Буткявичюс (род. 1958)                             | Социал-демократическая партия                                | Альгирдас Бразаускас                                         | 4.05.2004                                                    | 14.05.2005                                                   | 1 год 10 дней                                                |
| 16                                                           | Зигмантас Балчитис (род. 1953)                               | Социал-демократическая партия                                | Альгирдас Бразаускас                                         | 18.07.2005                                                   | 18.08.2006                                                   | 1 год 0 дней                                                 |
| 17                                                           | Зигмантас Балчитис (род. 1953)                               | Социал-демократическая партия                                | Гедиминас Киркилас                                           | 18.08.2006                                                   | 16.05.2007                                                   | 302 дня                                                      |
| 18                                                           | Римантас Шаджюс (род. 1960)                                  | Социал-демократическая партия                                | Гедиминас Киркилас                                           | 16.05.2007                                                   | 09.12.2008                                                   | 1 год 207 дней                                               |
| 19                                                           | Альгирдас Шемета (род. 1962)                                 | Независимый                                                  | Андрюс Кубилюс                                               | 09.12.2008                                                   | 30.06.2009                                                   | 203 дня                                                      |
| 20                                                           | Ингрида Шимоните (род. 1974)                                 | Независимый                                                  | Андрюс Кубилюс                                               | 03.07.2009                                                   | 13.12.2012                                                   | 3 года 163 дня                                               |
| 21                                                           | Римантас Шаджюс (род. 1960)                                  | Социал-демократическая партия                                | Альгирдас Буткявичюс                                         | 13.12.2012                                                   | 15.06.2016                                                   | 3 года 185 дней                                              |
| 22                                                           | Раса Будбергите (род. 1960)                                  | Социал-демократическая партия                                | Альгирдас Буткявичюс                                         | 23.06.2016                                                   | 13.12.2016                                                   | 173 дня                                                      |
| 23                                                           | Вилюс Шапока (род. 1978)                                     | Союз крестьян и зелёных                                      | Саулюс Сквернялис                                            | 13.12.2016                                                   | 11.12.2020                                                   | 3 года 364 дня                                               |
| 24                                                           | Гинтаре Скайсте (род. 1981)                                  | Союз Отечества                                               | Ингрида Шимоните                                             | 11.12.2020                                                   | н/в                                                          | 4 года 236 дней                                              |

Легенда: 
 Демократическая партия труда
 Союз крестьян и зелёных
  Союз Отечества
 Социал-демократическая партия
 Независимые

## История министерства
Министерство было образовано 11 ноября 1918 года под названием Министерство финансов, торговли и промышленности. Министр также являлся главным налоговым инспектором. 25 декабря 1918 года министерство было разделено на два: финансов и торговли и промышленности. 17 ноября 1919 года по новому закону министерства соединили в одно. 1 января 1924 года министерство было переименовано министерство финансов.

### Советский период
26 августа 1940 года Министерство финансов было преобразовано в Народный комиссариат финансов Литовской ССР, деятельность которого была прекращена с приходом фашистов в 1941 году. В 1944 году было произведено восстановление Народного комиссариата финансов, который спустя несколько лет был преобразован в Министерство финансов Литовской ССР.

### Современный период
С восстановлением независимости Литвы 17 марта 1990 года министерство получило название Министерство финансов.